# Fatima Hajaig
Fatima Hajaig (sinh ngày 10 tháng 12 năm 1938) là một chính trị gia người Nam Phi, trong Đại hội Dân tộc Phi cầm quyền. Bà là thành viên của Quốc hội Liên minh châu Phi từ Nam Phi. Bà từng là chủ tịch ủy ban đối ngoại của quốc hội Nam Phi. Bà là Thứ trưởng Bộ Ngoại giao dưới thời Tổng thống Kgalema Motlanthe.

## Giáo dục
Hajaig tốt nghiệp Đại học Witwatersrand năm 1963. Năm 1967, cô lấy bằng LLB từ Đại học Eötvös Loránd ở Hungary.

## Nhận xét về người Do Thái
Vào tháng 12 năm 2008, Fatima Hajaig triệu tập đại sứ mới của Israel tại Bộ Ngoại giao để chỉ trích các hành động của Israel tại Gaza. Điều này dẫn đến một khiếu nại chính thức của Israel đến Đại sứ quán Nam Phi tại Tel Aviv bởi vì, nó nói, Hajaig sỉ nhục Elias Inbram, cuộc xung đột Israel Đại sứ quán của Ethiopia phát ngôn viên -born, giả sử ông đã được đưa đến các cuộc họp như một màu đen thẻ và yêu cầu đại sứ:
Tại một cuộc mít tinh COSATU vào thứ Tư ngày 14 tháng 1 năm 2009, tại Lenasia, Gauteng, cô đã đưa ra tuyên bố. Sự kiểm soát của Mỹ, giống như sự kiểm soát của hầu hết các nước phương Tây, nằm trong tay tiền Do Thái và nếu tiền Do Thái kiểm soát đất nước của họ thì bạn không thể mong đợi bất cứ điều gì khác." 
Nhận xét của Fatima Hajaig về người Do Thái đã bị Bộ trưởng Ngoại giao Nkosazana Dlamini-Zuma lên án, người đã đưa ra một tuyên bố nói rằng những nhận xét như vậy là chống lại chính sách đối ngoại. Hội đồng Đại biểu Do Thái Nam Phi đã đệ đơn khiếu nại chống lại Hajaig lên Ủy ban Nhân quyền của đất nước.
Vào ngày 3 tháng 2 năm 2009, Fatima Hajaig đã xin lỗi vì bất kỳ nỗi đau nào gây ra bởi những lời nhận xét mà cô đã thực hiện tại cuộc biểu tình. Tuy nhiên, chủ tịch ủy ban quốc gia Do Thái Nam Phi Zev Krengel nói rằng Hajaig chỉ đưa ra một "lời xin lỗi che giấu" trong tuyên bố của mình. "Fatima Hajaig ấy vẫn không xin lỗi vì những gì cô ấy đã nói. Cô ấy đang xin lỗi vì tổn thương."
Vào ngày 4 tháng 2 năm 2009, Tổng thống Nam Phi Kgalema Motlanthe đã cho cô "mặc quần áo" vì những bình luận chống bán chính thức của cô. Ban đại biểu Do Thái Nam Phi chấp nhận lời xin lỗi thứ hai của cô.
Trước đó, Nội các đã "bày tỏ lo ngại về tuyên bố này vì nó trái với các chính sách đã nêu của chính phủ này liên quan đến tình cảm bài Do Thái." 